# 標準工時委員會
標準工時委員會是香港特區政府於2012年為了跟進《標準工時政策研究報告》而成立。主要職能為促進公眾對標準工時議題的認識和討論，以及向政府就處理香港工時情況提供意見的委員會。現時，委員會由主席梁智鴻醫生及23位成員組成，並由香港特別行政區行政長官委任。
標準工時委員會於2017年1月向政府提交《標準工時委員會報告》  
，就工時政策方向提出建議後，委員會的任期也於2017年1月31日結束。